# Zsennye
Zsennye es un pueblo ubicado en el distrito de Szombathely, condado de Vas, Hungría.

## Superficie
Posee una superficie de 5,020 kilómetros cuadrados.

## Demografía
Hasta 2023 la población era de 101 habitantes, con una densidad de población de 20,12 habitantes por kilómetro cuadrado.